# Покка, Ханнеле
Пиркко Ханнеле Покка (фин. Hannele Pokka; 25 мая 1952, Руовеси, Пирканмаа, Финляндия) — финский политический и государственный деятель, министр юстиции Финляндии (1991–1994), губернатор Лапландии(1994–2008), член парламента Финляндии (1979–1994), юрист, педагог. Доктор права.

## Биография
Окончила юридический факультет университета Хельсинки, в 1991 году защитила докторскую диссертацию в альма-матер. Во второй половине 1970-х годов работала юристом в организации сельскохозяйственных производителей.
Политик, член партии Финляндский центр.
В 1975 году работала референтом в министерстве образования страны. В 1979–1994 годах избиралась депутатом Эдускунты.
В 1980–1988 годах была советником городского совета в Рованиеми.
С апреля 1991 года по апрель 1994 года занимала пост министра юстиции в правительстве Эско Ахо. С 3 по 17 мая 1991 года также занимала должность министра социального обеспечения и здравоохранения.
В 1994–2008 годах была губернатором Лапландии.
В 1985–1998 годах была председателем Федерации рыболовства Финляндии. В 2009 году Йоэнсууский университет присвоил ей звание почетного доктора (экология и лесное хозяйство).
С середины 1990-х годов читала лекции по экологическому праву в Лапландском университете. Также занимала должность профессора в Хельсинкском университете.